# Фудзіта Тосія
Тосія Фудзіта (яп. 藤田俊哉, нар. 4 жовтня 1971, Сідзуока) — колишній японський футболіст, що грав на позиції півзахисника.
Виступав, зокрема, за клуб «Джубіло Івата», а також національну збірну Японії.

## Клубна кар'єра
Розпочав грати в футбол у середній школі Сімідзу та Цукубському університеті, після чого 1994 року потрапив в команду «Джубіло Івата», в якій провів десять сезонів, взявши участь у 336 матчах чемпіонату. Більшість часу, проведеного у складі «Джубіло Івата», був основним гравцем команди і виграв за цей час три чемпіонати Японії (в 1997, 1999 і 2002 роках), кубок Джей-ліги (1998), азійський кубок чемпіонів (1999), Суперкубок Азії (1999) та Кубок Імператора (2003). Крім того Фудзіта визнавався найціннішим гравцем Джей-ліги (2001), ставав найкращим футболістом Японії (2002), а також тричі був включений у символічну збірну чемпіонату (1998, 2001, 2002).
В другій половині 2003 року футболіст недовго грав на правах оренди за нідерландський «Утрехт», але незабаром повернувся до клубу «Джубіло Івата», де і продовжив свої виступи. 
Влітку 2005 року Фудзіта став гравцем клубу «Нагоя Грампус», де провів наступні три з половиною сезони, після чого перейшов до команди другого дивізіону «Роассо Кумамото», де виступав протягом двох наступних сезонів.
Завершив професійну ігрову кар'єру у клубі «ДЖЕФ Юнайтед», за який провів кілька матчів у другому дивізіоні протягом сезону 2011 року.

## Виступи за збірну
1995 року дебютував в офіційних матчах у складі національної збірної Японії. 
У складі збірної був учасником розіграшу Кубка Америки 1999 року у Парагваї, куди Японія була включена я статусі запрошеної збірної. На турнірі Фудзіта зіграв в усіх трьох матчах, проте його команда зайняла останнє місце в групі.
Згодом був учасником розіграшу Кубка конфедерацій 2001 року в Японії і Південній Кореї, де разом з командою здобув «срібло», та кубка Азії з футболу 2004 року у Китаї, здобувши того року титул переможця турніру.
Всього протягом кар'єри у національній команді, яка тривала 11 років, провів у формі головної команди країни лише 24 матчі, забивши 3 голи.

## Статистика

### Клубна
| Чемпіонат  | Чемпіонат         | Чемпіонат   | Ліга | Ліга | Кубок             | Кубок             | Кубок ліги      | Кубок ліги      | Континент. змаг. | Континент. змаг. | Всього | Всього |
| Сезон      | Клуб              | Ліга        | Ігри | Голи | Ігри              | Голи              | Ігри            | Голи            | Ігри             | Голи             | Ігри   | Голи   |
| Японія     | Японія            | Японія      | Ліга | Ліга | Кубок Імператора  | Кубок Імператора  | Кубок Джей-ліги | Кубок Джей-ліги | Азія             | Азія             | Всього | Всього |
| ---------- | ----------------- | ----------- | ---- | ---- | ----------------- | ----------------- | --------------- | --------------- | ---------------- | ---------------- | ------ | ------ |
| 1994       | «Джубіло Івата»   | Джей-ліга   | 38   | 7    | 1                 | 0                 | 4               | 0               | -                | -                | 43     | 7      |
| 1995       | «Джубіло Івата»   | Джей-ліга   | 49   | 11   | 1                 | 1                 | -               | -               | -                | -                | 50     | 12     |
| 1996       | «Джубіло Івата»   | Джей-ліга   | 25   | 4    | 1                 | 0                 | 14              | 1               | -                | -                | 40     | 5      |
| 1997       | «Джубіло Івата»   | Джей-ліга   | 24   | 9    | 4                 | 3                 | 6               | 0               | -                | -                | 34     | 12     |
| 1998       | «Джубіло Івата»   | Джей-ліга   | 33   | 17   | 3                 | 0                 | 6               | 4               | -                | -                | 42     | 21     |
| 1999       | «Джубіло Івата»   | Джей-ліга   | 29   | 4    | 3                 | 0                 | 4               | 1               | -                | -                | 36     | 5      |
| 2000       | «Джубіло Івата»   | Джей-ліга   | 30   | 8    | 3                 | 1                 | 4               | 1               | -                | -                | 37     | 10     |
| 2001       | «Джубіло Івата»   | Джей-ліга   | 26   | 11   | 2                 | 1                 | 7               | 0               | -                | -                | 35     | 12     |
| 2002       | «Джубіло Івата»   | Джей-ліга   | 30   | 10   | 3                 | 0                 | 7               | 2               | -                | -                | 19     | 6      |
| 2003       | «Джубіло Івата»   | Джей-ліга   | 13   | 6    | 0                 | 0                 | 6               | 0               | -                | -                | 19     | 6      |
| Нідерланди | Нідерланди        | Нідерланди  | Ліга | Ліга | Кубок Нідерландів | Кубок Нідерландів | Кубок Ліги      | Кубок Ліги      | Європа           | Європа           | Всього | Всього |
| 2003/04    | «Утрехт»          | Ередивізі   | 14   | 1    | -                 | -                 | -               | -               | 3                | 0                | 17     | 1      |
| Японія     | Японія            | Японія      | Ліга | Ліга | Кубок Імператора  | Кубок Імператора  | Кубок Джей-ліги | Кубок Джей-ліги | Азія             | Азія             | Всього | Всього |
| 2004       | «Джубіло Івата»   | Джей-ліга   | 29   | 7    | 5                 | 1                 | 0               | 0               | 4                | 0                | 38     | 8      |
| 2005       | «Джубіло Івата»   | Джей-ліга   | 10   | 0    | 0                 | 0                 | 0               | 0               | 4                | 1                | 14     | 1      |
| 2005       | «Нагоя Грампус»   | Джей-ліга   | 22   | 2    | 2                 | 0                 | 0               | 0               | -                | -                | 24     | 2      |
| 2006       | «Нагоя Грампус»   | Джей-ліга   | 24   | 2    | 2                 | 0                 | 4               | 0               | -                | -                | 30     | 2      |
| 2007       | «Нагоя Грампус»   | Джей-ліга   | 29   | 2    | 2                 | 0                 | 1               | 0               | -                | -                | 32     | 2      |
| 2008       | «Нагоя Грампус»   | Джей-ліга   | 8    | 0    | 1                 | 0                 | 4               | 1               | -                | -                | 13     | 1      |
| 2009       | «Роассо Кумамото» | Джей-ліга 2 | 50   | 4    | 1                 | 0                 | -               | -               | -                | -                | 51     | 4      |
| 2010       | «Роассо Кумамото» | Джей-ліга 2 | 25   | 2    | 0                 | 0                 | -               | -               | -                | -                | 25     | 2      |
| 2011       | «ДЖЕФ Юнайтед»    | Джей-ліга 2 | 4    | 0    | 1                 | 0                 | –               | –               | –                | –                | 5      | 0      |
| Країна     | Японія            | Японія      | 498  | 106  | 35                | 7                 | 67              | 10              | 8                | 1                | 608    | 124    |
| Країна     | Нідерланди        | Нідерланди  | 14   | 1    | -                 | -                 | -               | -               | 3                | 0                | 17     | 1      |
| Всього     | Всього            | Всього      | 512  | 107  | 35                | 7                 | 67              | 10              | 11               | 1                | 625    | 125    |

### Збірна
| Збірна Японії | Збірна Японії | Збірна Японії |
| Роки          | Ігри          | Голи          |
| ------------- | ------------- | ------------- |
| 1995          | 6             | 2             |
| 1996          | 0             | 0             |
| 1997          | 0             | 0             |
| 1998          | 0             | 0             |
| 1999          | 4             | 0             |
| 2000          | 0             | 0             |
| 2001          | 0             | 0             |
| 2002          | 0             | 0             |
| 2003          | 3             | 0             |
| 2004          | 10            | 1             |
| 2005          | 1             | 0             |
| Загалом       | 24            | 3             |

| Голи за збірну | Голи за збірну  | Голи за збірну    | Голи за збірну | Голи за збірну | Голи за збірну    | Голи за збірну |
| #              | Дата            | Місце             | Суперник       | Рахунок        | Турнір            |                |
| -------------- | --------------- | ----------------- | -------------- | -------------- | ----------------- | -------------- |
| 1.             | 23 лютого 1995  | Гонконг, Китай    | КНР            | 2-1            | Товариський матч  |                |
| 2.             | 10 червня 1995  | Ноттінгем, Англія | Швеція         | 2-2            | Товариський матч  |                |
| 3.             | 31 березня 2004 | Сінгапур          | Сінгапур       | 2-1            | Відбір на ЧМ-2006 |                |

## Титули і досягнення

### Командні
- Чемпіон Японії (3):

«Джубіло Івата»:  1997, 1999, 2002
- Володар Кубка Джей-ліги (1):

«Джубіло Івата»: 1998
- Володар Кубка Імператора (1):

«Джубіло Івата»: 2003
- Володар Суперкубка Японії (3):

«Джубіло Івата»: 2000, 2003, 2004
- Клубний чемпіон Азії (1):

«Джубіло Івата»: 1999
- Володар Суперкубка Азії (1):

«Джубіло Івата»: 1999

### Збірні
- Володар кубка Азії: 2004

### Особисті
- Член символічної збірної Джей-Ліги: 1998, 2001, 2002
- Найцінніший гравець Джей-ліги: 2001
- Футболіст року в Японії: 2002